# アソート
アソート（英語: assort）とは英語で「分類する」、「組合わせる」、「取りそろえる」、「調和する」、「交際する」を意味する語である。
日本語では主に様々な種類の商品の詰め合わせや食品の盛り合わせを意味する（アソートメントとも言う）。また、業界用語で食玩やガチャポンの商品の種類やその割合（アソート率）を指してアソートと呼ぶ。